# Понтийский пентаполь

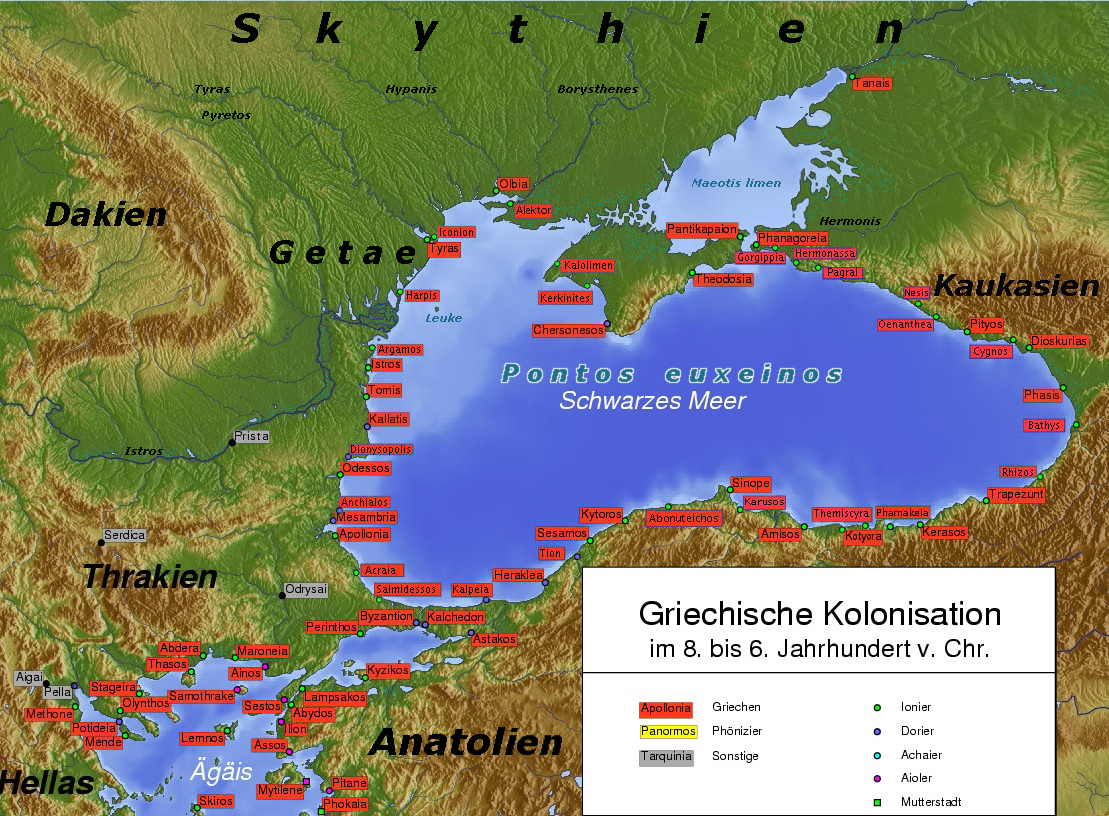
Понтийский (фракийский) пентаполь

Понтийский (фракийский) пентаполь (греч. πέντε (пенте) — «пять» и πόλις (полис) — «город»)— федерация из пяти прибрежных городов-древнегреческих колоний в Западном Причерноморье. Включала в себя Аполлонию, Каллатис, Месемврию, Одессос и Томис (Томы), все на побережье Понта Эвксинского (Чёрное море).
Иногда к числу федерации относят Гистрию, вследствие чего называют союз Гексаполем (то есть, «шестиградием»).
В настоящее время — на территории Болгарии и Румынии.
Это объединение первоначально было сформировано на время борьбы военачальников Александра Македонского за господство над его наследством. Успешно противостояло попыткам диадоха Александра Великого Лисимаха подчинить их своей власти. Лисимаху удалось довести до крайности полной блокадой Каллатиду, которая долго защищалась до такой степени, что 1 000 граждан, чтобы не умереть с голоду, бежали из города к боспорскому царю Евмелу; но о том, что он взял город, источники не упоминают. Этот фракийский Пентаполь, опираясь на царство Евмела, успешно защищал свою независимость против Лисимаха. Однако, через некоторое время союз, по-видимому, распался из-за перехода Истрии и Одессоса на сторону Лисимаха.
Первыми во Фракии признали римское господство.